# Intel Core i5 14400
O Intel Core i5-14400 é um processador da 14ª geração da Intel. Ele é fabricado com a litografia Intel 7, com um total de 10 núcleos (6 Performance-cores e 4 Efficient-cores), ele disponibiliza 16 threads, o que faz um desempenho elevado.
A frequência base é de 2.5 GHz para os núcleos de desempenho e 1.8 GHz para os de eficiência, podendo alcançar até 4.7 GHz em modo turbo. O processador possui um cache de 20 MB Intel Smart Cache e 9.5 MB de cache L2, enquanto a potência básica é de 65 W, com um pico de 148 W em situações de turbo.

## Preço do Mercado
O Intel Core i5-14400 de 14ª geração  chega ao mercado com a mesma combinação de desempenho em aplicativos de produtividade e jogos que seu antecessor, e você também pode encontrar o modelo i5-14400F com gráficos integrados por um menor preço, embora ofereça o mesmo nível de desempenho. No entanto, os novos modelos Intel de 14ª geração são um aperfeiçoamento modesto dos chips de 13ª geração existentes.

## Problemas

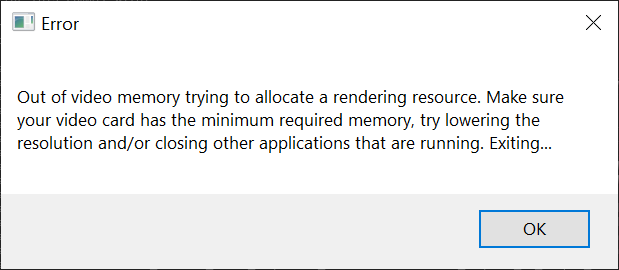
Erro causado pela arquitetura Raptor Lake

O  Intel Core i5 14400 pode ser a melhor CPU da  Intel de sua geração em termos de desempenho de custo-benefício, também é mais eficiente em termos de energia e tem todo o potencial de atualização do mundo. Se você deseja jogar com seu novo PC, é a melhor CPU especialmente porque você pode comprar o Ryzen 5 7600X por um custo semelhante, e esse processador é um pouco mais rápido.

## Overclocking

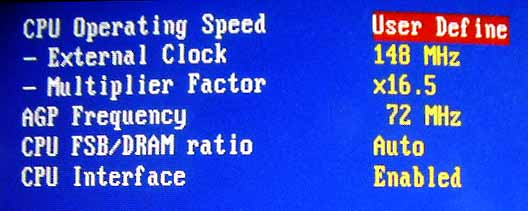
Exemplo de Overclock

O overclock é considerável principalmente para jogadores de PC que desejam maximizar suas taxas de quadros de jogos. O overclock da CPU aumenta as frequências além de seus limites padrão. Excelente dissipação de calor por meio de ventiladores ou outra solução é necessária para manter a estabilidade do sistema durante o overclock. Embora tenhamos sentido uma sensação de entusiasmo e expectativa quando ultrapassamos os limites do desempenho de nossa CPU, é essencial lembrar que o overclock vem com o risco de danificar os componentes do sistema ou anular as garantias.
Para realizar overclock em CPUs das 12ª, 13ª e 14ª gerações, é necessário utilizar uma placa-mãe compatível com essa funcionalidade. As placas-mãe equipadas com os chipsets Z790 e Z690 geralmente oferecem suporte ao overclock da CPU.

## Comparações

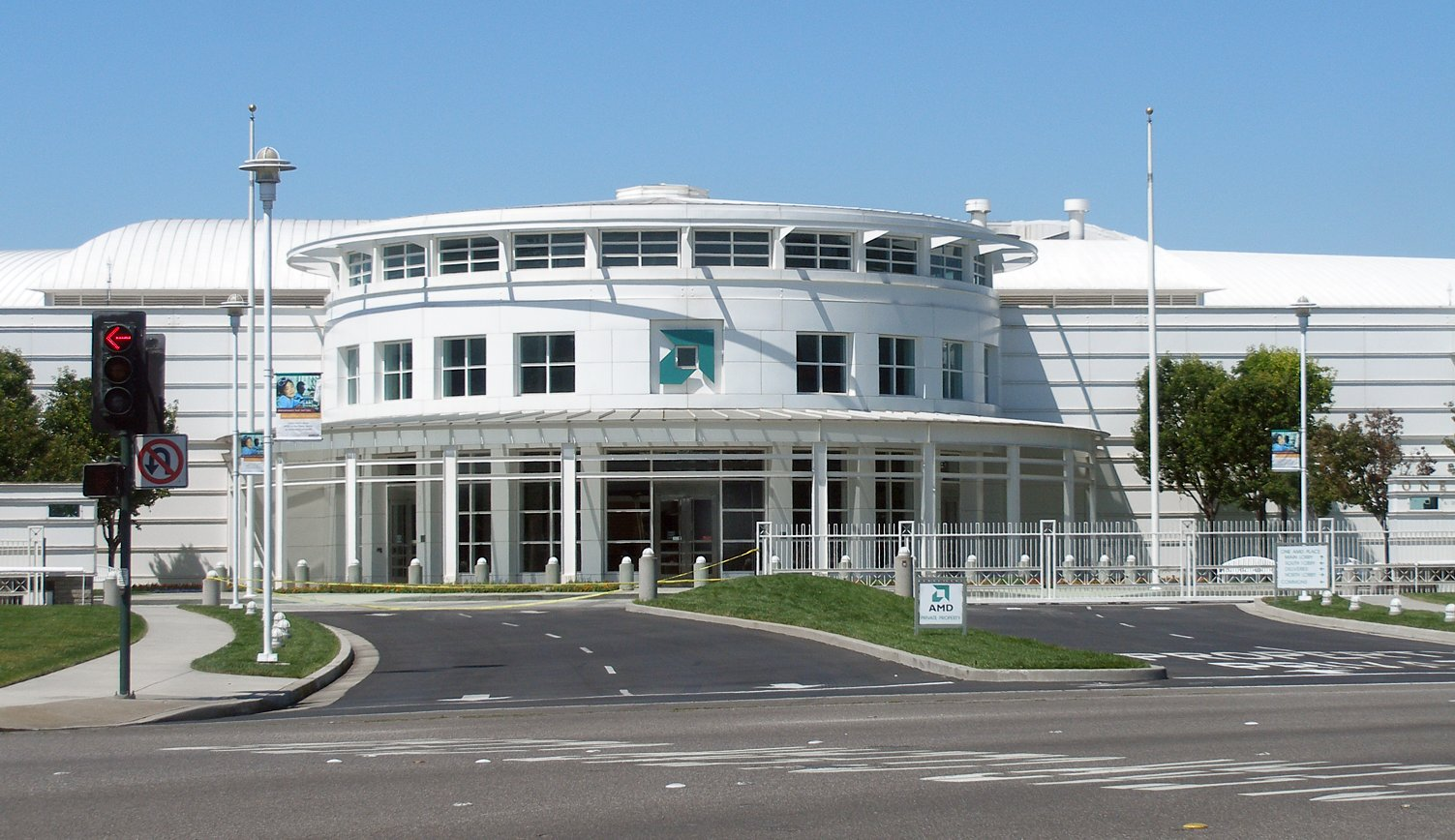
Foto da AMD, empresa que faz o Ryzen 5 8600g

Aparentemente , o  i5 14400 é superior o Ryzen 5 8600G mais é uma disputa bem acirrada porque ele possui 16 threads e o Ryzen tem 12 threads , também ganha porque a temperatura operacional máxima é 5 °C , mas o Ryzen 5 8600G é mais barato. Categoricamente um melhor custo benefício.
Aumentar a taxa de transferência de memória para DDR5-6800 por meio do XMP resulta em um desempenho 14% superior em comparação com a configuração padrão. Não é necessário investir em um kit caro, pois a memória de nível inferior oferece a maior parte desse ganho. Além disso, a configuração DDR5 ajustada apresenta um desempenho 8% superior em relação à configuração DDR4-3600, evidenciando que o DDR5 possui maior potencial para melhorias de desempenho em jogos.
O Intel Core i7-14700F possui 8 núcleos de desempenho e 8 de eficiência, com frequências mais altas e um cache maior, tornando-o ideal para quem precisa de desempenho em aplicações demandantes. Em comparação, o Intel Core i5-14000 tem 6 núcleos de desempenho e 8 de eficiência, com frequências parecidas, mas um cache menor.

## Placa mãe

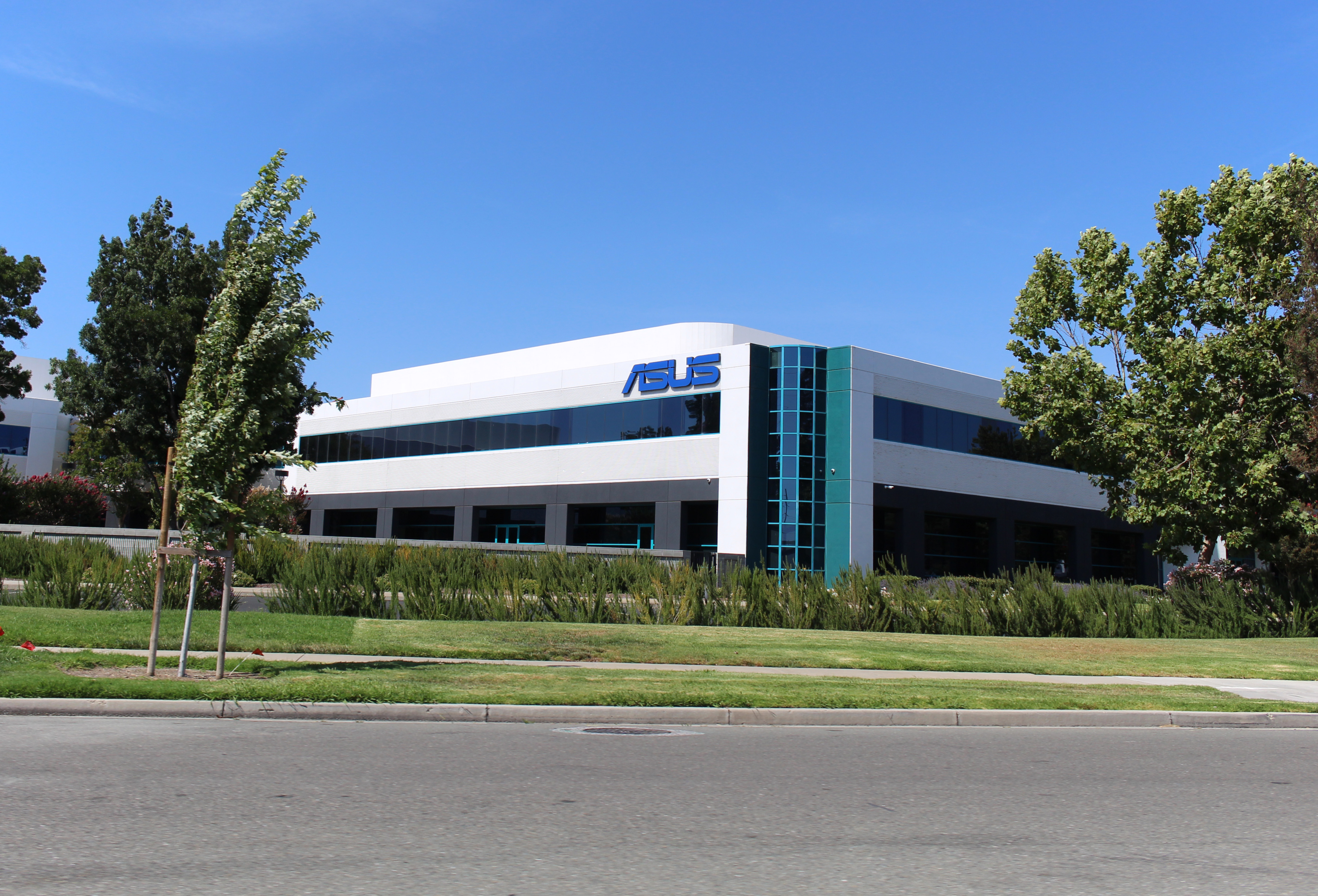
Fotografia da empresa Asus, que produz a rog maximus z790 hero

O  i5 14400 é compatível com placa mães que possuem o soquete  LGA1700 , como de exemplo a  Biostar B660M.
A placa mãe para esse processador precisam do soquete LGA1700 inclusive a ROG Maximus Z790 Hero é a melhor placa mãe para se ter atualmente , apesar de não ser a mais acessível entre os modelos com chipset Z790. Esta placa mãe oferece todos os recursos avançados esperados de uma plataforma de última geração para processadores Intel, incluindo um PCB de cor preta, com uma extensa cobertura de dissipadores de calor sobre o VRM, chipset e slots M.2.
Outra ótima placa mãe com esse soquete é a Gigabyte Z690 Aorus Pro. É uma das opções mais acessíveis da linha Z690 , mas ainda oferece uma lista de recursos que atrairá entusiastas. São 13 portas USB, rede de 2,5 GbE e Wi-Fi 6 integrado para conexões rápidas, quatro soquetes M.2, codec de áudio premium da Realtek, VRMs robustos e um design atualizado. O novo visual, com dissipadores cinza sobre preto, pode ser polarizador, mas no geral, a Aorus Pro é uma ótima escolha .

## GPU

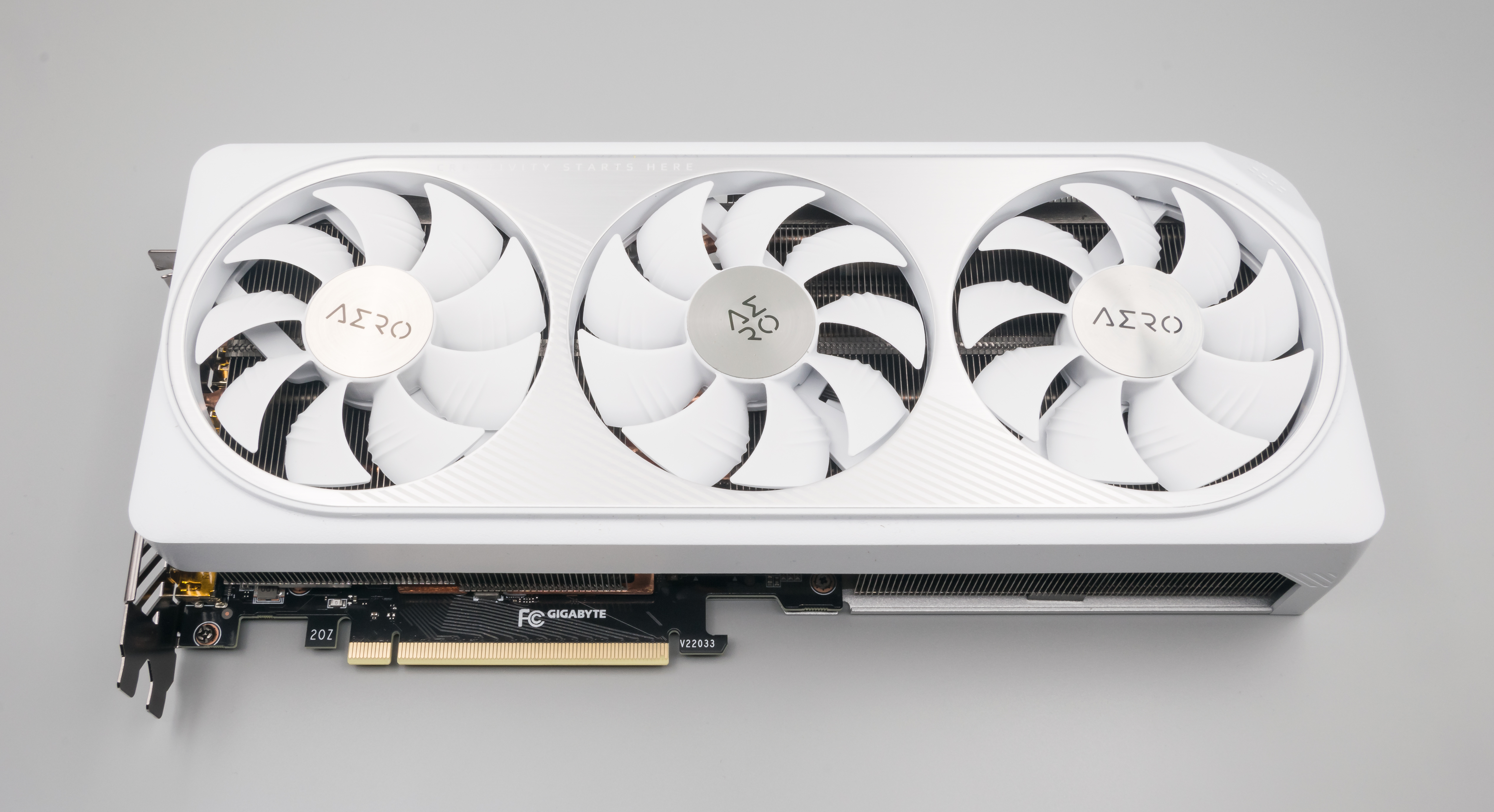
Foto da GeForce RTX 4070.

Para equilibrar custo e desempenho, a RTX 4060 ou a RX 7600 representam escolhas sólidas para a maioria dos usuários. No entanto, para aqueles que buscam uma solução mais avançada e com maior longevidade, as opções como a RTX 4070 ou a RX 7700 XT destacam-se como alternativas superiores.